# Monaster Lainici
Monaster Lainici (rum. Mănăstirea Lainici) – rumuński klasztor prawosławny położony na terenie Parku Narodowego Defileul Jiului, w miejscowości Bumbești-Jiu, w okręgu Gorj, w Rumunii, 32 km od Târgu Jiu i 15 km od Petroszan. Klasztor został ufundowany przez Jana Caradję.
Klasztor jest wpisany na listę obiektów zabytkowych pod numerem GJ-II-m-B-09254. Na jego terenie znajdują się dwie cerkwie - starsza i młodsza.